# Никифоров, Борис Сергеевич
Никифоров Борис Сергеевич (1913, Ташкент — 1981) — советский ученый-американист, юрист-международник. Доктор юридических наук (1956). Специалист по уголовному праву США.

## Биография
В 1940 году окончил Всесоюзный юридический заочный институт.  
Работал в Московской городской коллегии адвокатов. 
Защитил диссертацию на тему «Объект преступления по советскому уголовному праву» в Институте права им. А. Я. Вышинского. Профессор (1963). 
Во время "оттепели" предлагал декриминализацию однополых отношений в СССР.
С 1968 года работал в Институте США и Канады АН СССР.

## Избранная библиография
- «Организованная преступность в США на службе монополий» (Издательство иностранной литературы, 1954),
- «США: от великого к больному» (Политиздат, 1969) (в соавторстве),
- «США: проблемы внутренней политики» (Наука, 1971) (в соавторстве),
- «США: преступность и политика» (Мысль, 1972) (в соавторстве),
- «Современное американское уголовное право» (Наука, 1990) (в соавторстве с Феликсом Решетниковым).